# Prionus coriarius
Prionus coriarius је врста инсекта из породице стрижибуба (Cerambycidae). Описао ју је Karl Line 1758. године. Сврстана је у потпородицу Prioninae.

## Опис
Тело је дуго 18-45 mm, широко браон до тамнобраон боје. Грудни сегмент са стране има три трна. Чељусти (мандибуле) су јаке. Антене су средње дужине до кратке. Мужјаци имају антене са дванаест чланака који су изражено тестерасти, а женке са једанаест слабо тестерастих чланака. Ларве се развијају у четинарском (јела, бор, смрча) и листопадном дрвећу (храст, питоми кестен, јабука, врба итд.) које је болесно, мртво и труло. Одрасле јединке су активне предвече и ноћу, преко дана се крију.

## Распрострањење
Врста је присутна у највећем делу Европе, али и у Северној Африци, Турској, Кавказу, Ирану. У Србији се среће на готово читавом подручју али спорадично.

## Статус заштите
Врста се налази на Европској црвеној листи сапроксилних тврдокрилаца. На црвеној листи Међународне уније за заштиту природе (IUCN) означена је као врста са малим ризиком од изумирања – LC. 